# ان‌جی‌سی ۶۷۸۶
ان‌جی‌سی ۶۷۸۶ (انگلیسی: NGC 6786) نام یک کهکشان در صورت فلکی اژدها است.